# Ilorin East
Ilorin East è una delle sedici aree a governo locale (local government areas) in cui è suddiviso lo stato di Kwara, in Nigeria. Estesa su una superficie di 486 km², conta una popolazione di 204.310  abitanti.